# Ilocos Sur
Ilocos Sur est une province des Philippines située au nord-ouest de l'île de Luçon et qui fait partie de la région d'Ilocos (Région I).

## Villes et municipalités
Municipalités
- Alilem
- Banayoyo
- Bantay
- Burgos
- Cabugao
- Caoayan
- Cervantes
- Galimuyod
- Gregorio del Pilar
- Lidlidda
- Magsingal
- Nagbukel
- Narvacan
- Quirino
- Salcedo
- San Emilio
- San Esteban
- San Ildefonso
- San Juan
- San Vicente
- Santa
- Santa Catalina
- Santa Cruz
- Santa Lucia
- Santa Maria
- Santiago
- Santo Domingo
- Sigay
- Sinait
- Sugpon
- Suyo
- Tagudin

Villes
- Candon
- Vigan